# Cerezo Osaka 2014
Questa voce raccoglie le informazioni riguardanti il Cerezo Osaka nelle competizioni ufficiali della stagione 2014.

## Maglie e sponsor
Presentate nel dicembre 2013, le divise sono costituite da una maglia interamente rosa, senza alcun motivo e con le iscrizioni dello sponsor di colore bianco. Calzoncini e calzettoni sono di colore blu scuro. Sponsor tecnico (Mizuno) e ufficiale (Yanmar) vengono confermati.
| Manica sinistra · Maglietta · Manica destra · Pantaloncini · Calzettoni | Manica sinistra · Maglietta · Manica destra · Pantaloncini · Calzettoni |

## Rosa
| N. |                     | Ruolo | Calciatore          |
| -- | ------------------- | ----- | ------------------- |
| 1  | Giappone (bandiera) | P     | Hiroyuki Takeda     |
| 2  | Giappone (bandiera) | C     | Takahiro Ōgihara    |
| 3  | Giappone (bandiera) | D     | Yūta Someya         |
| 4  | Giappone (bandiera) | D     | Kōta Fujimoto       |
| 5  | Giappone (bandiera) | C     | Ariajasuru Hasegawa |
| 6  | Giappone (bandiera) | C     | Hotaru Yamaguchi    |
| 7  | Giappone (bandiera) | D     | Tōru Araiba         |
| 8  | Giappone (bandiera) | A     | Yōichirō Kakitani   |
| 9  | Giappone (bandiera) | A     | Ryō Nagai           |
| 10 | Uruguay (bandiera)  | A     | Diego Forlán        |
| 11 | Giappone (bandiera) | C     | Jumpei Kusukami     |
| 13 | Giappone (bandiera) | A     | Takumi Minamino     |
| 14 | Giappone (bandiera) | D     | Yūsuke Maruhashi    |

| N. |                          | Ruolo | Calciatore        |
| -- | ------------------------ | ----- | ----------------- |
| 15 | Giappone (bandiera)      | C     | Takamitsu Yoshino |
| 16 | Giappone (bandiera)      | D     | Jun Ando          |
| 17 | Giappone (bandiera)      | D     | Noriyuki Sakemoto |
| 19 | Giappone (bandiera)      | D     | Yuki Kotani       |
| 20 | Giappone (bandiera)      | A     | Kenyu Sugimoto    |
| 21 | Corea del Sud (bandiera) | P     | Kim Jin-Hyeon     |
| 22 | Corea del Sud (bandiera) | P     | Gu Sung-Yun       |
| 23 | Giappone (bandiera)      | D     | Tatsuya Yamashita |
| 24 | Giappone (bandiera)      | C     | Takeru Okada      |
| 26 | Giappone (bandiera)      | C     | Daichi Akiyama    |
| 27 | Giappone (bandiera)      | P     | Kenta Tanno       |
| 33 | Germania (bandiera)      | A     | Cacau             |

## Risultati

### J. League Division 1

#### Girone di andata
| Osaka 1º marzo 2014 1ª giornata | Cerezo Osaka | 0 – 1 referto | Sanfrecce Hiroshima |  |

| Tokushima 8 marzo 2014 2ª giornata | Tokushima Vortis | 0 – 2 referto | Cerezo Osaka |  |

| Osaka 15 marzo 2014 3ª giornata | Cerezo Osaka | 4 – 1 referto | Shimizu S-Pulse |  |

| Kashima 23 marzo 2014 4ª giornata | Kashima Antlers | 0 – 2 referto | Cerezo Osaka |  |

| Osaka 29 marzo 2014 5ª giornata | Cerezo Osaka | 0 – 0 referto | Albirex Niigata |  |

| Kashiwa 6 aprile 2014 6ª giornata | Kashiwa Reysol | 2 – 1 referto | Cerezo Osaka |  |

| Osaka 12 aprile 2014 7ª giornata | Cerezo Osaka | 2 – 2 referto | Gamba Osaka |  |

| Tokyo 19 aprile 2014 8ª giornata | FC Tokyo | 2 – 0 referto | Cerezo Osaka |  |

| Kobe 26 aprile 2014 9ª giornata | Vissel Kōbe | 2 – 2 referto | Cerezo Osaka |  |

| Osaka 29 aprile 2014 10ª giornata | Cerezo Osaka | 1 – 1 referto | Omiya Ardija |  |

| Nagoya 3 maggio 2014 11ª giornata | Nagoya Grampus | 1 – 2 referto | Cerezo Osaka |  |

| Osaka 10 maggio 2014 12ª giornata | Cerezo Osaka | 0 – 1 referto | Vegalta Sendai |  |

| Saitama 17 maggio 2014 13ª giornata | Urawa Reds | 1 – 0 referto | Cerezo Osaka |  |

| Osaka 15 luglio 2014 14ª giornata | Cerezo Osaka | 1 – 2 referto | Kawasaki Frontale |  |

| Osaka 19 luglio 2014 15ª giornata | Cerezo Osaka | 2 – 2 referto | Yokohama F·Marinos |  |

| Kofu 23 luglio 2014 16ª giornata | Ventforet Kofu | 0 – 0 referto | Cerezo Osaka |  |

| Osaka 27 luglio 2014 17ª giornata | Cerezo Osaka | 0 – 1 referto | Sagan Tosu |  |

#### Girone di ritorno
| Niigata 2 agosto 2014 18ª giornata | Albirex Niigata | 1 – 0 referto | Cerezo Osaka |  |

| Osaka 9 agosto 2014 19ª giornata | Cerezo Osaka | 2 – 0 referto | FC Tokyo |  |

| Kawasaki 16 agosto 2014 20ª giornata | Kawasaki Frontale | 5 – 4 referto | Cerezo Osaka |  |

| Hiroshima 23 agosto 2014 21ª giornata | Sanfrecce Hiroshima | 0 – 0 referto | Cerezo Osaka |  |

| Osaka 30 agosto 2014 22ª giornata | Cerezo Osaka | 1 – 2 referto | Vissel Kōbe |  |

| Osaka 13 settembre 2014 23ª giornata | Cerezo Osaka | 2 – 0 referto | Kashiwa Reysol |  |

| Osaka 20 settembre 2014 24ª giornata | Gamba Osaka | 2 – 0 referto | Cerezo Osaka |  |

| Osaka 23 settembre 2014 25ª giornata | Cerezo Osaka | 1 – 1 referto | Nagoya Grampus |  |

| Osaka 27 settembre 2014 26ª giornata | Cerezo Osaka | 1 – 0 referto | Urawa Reds |  |

| Shizuoka 5 ottobre 2014 27ª giornata | Shimizu S-Pulse | 3 – 0 referto | Cerezo Osaka |  |

| Tosu 18 ottobre 2014 28ª giornata | Sagan Tosu | 1 – 0 referto | Cerezo Osaka |  |

| Osaka 22 ottobre 2014 29ª giornata | Cerezo Osaka | 3 – 1 referto | Tokushima Vortis |  |

| Yokohama 26 ottobre 2014 30ª giornata | Yokohama F·Marinos | 0 – 0 referto | Cerezo Osaka |  |

| Osaka 2 novembre 2014 31ª giornata | Cerezo Osaka | 1 – 3 referto | Ventforet Kofu |  |

| Sendai 22 novembre 2014 32ª giornata | Vegalta Sendai | 3 – 3 referto | Cerezo Osaka |  |

| Osaka 29 novembre 2014 33ª giornata | Cerezo Osaka | 1 – 4 referto | Kashima Antlers |  |

| Saitama 6 dicembre 2014 34ª giornata | Omiya Ardija | 2 – 0 referto | Cerezo Osaka |  |

### Coppa J. League
| Osaka 3 settembre 2014 Quarti di finale - Andata | Cerezo Osaka | 1 – 3 | Kawasaki Frontale |  |

| Kawasaki 7 settembre 2014 Quarti di finale - Ritorno | Kawasaki Frontale | 2 – 3 | Cerezo Osaka |  |

### Coppa dell'Imperatore
| Osaka 12 luglio 2014 Secondo turno | Cerezo Osaka | 4 – 2 referto | Veertien Kuwana |  |

| Osaka 20 agosto 2014 Sedicesimi di finale | Cerezo Osaka | 1 – 0 | Kataller Toyama |  |

| Osaka 10 settembre 2014 Ottavi di finale | Cerezo Osaka | 2 – 0 | Júbilo Iwata |  |

| Osaka 15 ottobre 2014 Quarti di finale | Cerezo Osaka | 0 – 1 | JEF United |  |

### AFC Champions League
| Pohang 25 febbraio 2014 Fase a gironi - 1ª giornata | Pohang Steelers | 1 – 1 referto | Cerezo Osaka |  |

| Osaka 11 marzo 2014 Fase a gironi - 2ª giornata | Cerezo Osaka | 1 – 3 referto | Shandong Taishan |  |

| Osaka 18 marzo 2014 Fase a gironi - 3ª giornata | Cerezo Osaka | 2 – 2 referto | Buriram Utd |  |

| Buriram 2 aprile 2014 Fase a gironi - 4ª giornata | Buriram Utd | 2 – 2 referto | Cerezo Osaka |  |

| Osaka 16 aprile 2014 Fase a gironi - 5ª giornata | Cerezo Osaka | 0 – 2 referto | Pohang Steelers |  |

| Shandong 23 aprile 2014 Fase a gironi - 6ª giornata | Shandong Taishan | 1 – 2 referto | Cerezo Osaka |  |

| Osaka 6 maggio 2014 Ottavi di finale - Andata | Cerezo Osaka | 1 – 5 referto | Guangzhou E. |  |

| Guangzhou 16 maggio 2014 Ottavi di finale - Ritorno | Guangzhou E. | 0 – 1 referto | Cerezo Osaka |  |

## Statistiche

### Statistiche di squadra
| Competizione          | Punti | Totale | Totale | Totale | Totale | Totale | Totale | DR  |
| Competizione          | Punti | G      | V      | N      | P      | Gf     | Gs     | DR  |
| --------------------- | ----- | ------ | ------ | ------ | ------ | ------ | ------ | --- |
| J. League Division 1  | 31    | 34     | 7      | 10     | 17     | 36     | 48     | -12 |
| Coppa J. League       | -     | 2      | 1      | 0      | 1      | 4      | 5      | -1  |
| Coppa dell'Imperatore | -     | 4      | 3      | 0      | 1      | 7      | 3      | +4  |
| AFC Champions League  | -     | 8      | 3      | 2      | 3      | 12     | 14     | -2  |
| Totale                | -     | 48     | 14     | 12     | 22     | 59     | 70     | -11 |